# کلیسای ۱۰۳۴۳
سیارک ۱۰۳۴۳ (به انگلیسی: 10343 Church، نامگذاری:1991VW8) ده هزار و سیصد و چهل و سومین سیارک کشف شده‌است که در ۴ نوامبر ۱۹۹۱ کشف شد.
قدر مطلق سیارک برابر ۱۳٫۹۰ است.